# MTV Video Music Award para Melhor Vídeo Feminino
O MTV Video Music Award (VMA) para Melhor Vídeo Musical Feminino (do original em inglês, MTV Video Music Award for Best Female Video) foi concedido pela primeira vez em 1984. Em 2007, no entanto, o prêmio foi renomeado como Artista Feminina do Ano e premiou todo o trabalho de artistas femininas publicados no período de um ano antes da realização da edição, ao invés de um vídeo específico. No ano seguinte, porém, o prêmio voltou à sua nomenclatura original. A categoria seria extinta a partir da cerimônia de 2017, depois que as categorias específicas de gênero foram incorporadas à categoria Artista do Ano.
Madonna, Taylor Swift e Beyoncé são as maiores vencedoras da categoria, com três vitórias cada uma, enquanto a primeira também detém a marca recorde de 12 indicações. Paralelamente, Beyoncé, Kelly Clarkson e Lady Gaga são as únicas artistas a vencer a categoria em duas edições consecutivas. Janet Jackson venceu o prêmio em duas ocasiões.

## Vencedores e indicados
| Ano  | Obra                                     | Artista           | Indicados | Ref.   |
| ---- | ---------------------------------------- | ----------------- | --- | ------ |
| 1984 | "Girls Just Want to Have Fun"            | Cyndi Lauper      | - Pat Benatar – "Love Is a Battlefield" - Cyndi Lauper – "Time After Time" - Bette Midler – "Beast of Burden" - Donna Summer – "She Works Hard for the Money"                | [ 1 ]  |
| 1985 | "What's Love Got to Do with It"          | Tina Turner       | - Cyndi Lauper – "She Bop" - Madonna – "Material Girl" - Sade – "Smooth Operator" - Sheila E. – "The Glamorous Life"                                                         | [ 2 ]  |
| 1986 | "How Will I Know"                        | Whitney Houston   | - Kate Bush – "Running Up That Hill" - Aretha Franklin – "Freeway of Love" - Grace Jones – "Slave to the Rhythm" - Tina Turner – "We Don't Need Another Hero (Thunderdome)"  | [ 3 ]  |
| 1987 | "Papa Don't Preach"                      | Madonna           | - Kate Bush – "The Big Sky" - Janet Jackson – "Nasty" - Cyndi Lauper – "True Colors" - Madonna – "Open Your Heart"                                                           | [ 4 ]  |
| 1988 | "Luka"                                   | Suzanne Vega      | - Cher – I Found Someone" - Lita Ford – "Kiss Me Deadly" - Janet Jackson – "The Pleasure Principle" - Jody Watley – "Some Kind of Lover"                                     | [ 5 ]  |
| 1989 | "Straight Up"                            | Paula Abdul       | - Tracy Chapman – "Fast Car" - Madonna – "Express Yourself" - Tanita Tikaram – "Twist in My Sobriety" - Jody Watley – "Real Love"                                            | [ 6 ]  |
| 1990 | "Nothing Compares 2 U"                   | Sinéad O'Connor   | - Paula Abdul – "Opposites Attract" - Madonna – "Vogue" - Alannah Myles – "Black Velvet" - Michelle Shocked – "On the Greener Side"                                          | [ 7 ]  |
| 1991 | "Love Will Never Do (Without You)"       | Janet Jackson     | - Paula Abdul – "Rush Rush" - Neneh Cherry – "I've Got You Under My Skin" - Amy Grant – "Baby Baby" - Madonna – "Like a Virgin (versão de Na Cama com Madonna)               | [ 8 ]  |
| 1992 | "Why"                                    | Annie Lennox      | - Tori Amos – "Silent All These Years" - Madonna – "Holiday (versão de Na Cama com Madonna) - Vanessa Williams – "Save the Best for Last"                                    | [ 9 ]  |
| 1993 | "Constant Craving"                       | k.d. lang         | - Neneh Cherry – "Buddy X" - Janet Jackson – "That's the Way Love Goes" - Annie Lennox – "Walking on Broken Glass"                                                           | [ 10 ] |
| 1994 | "If"                                     | Janet Jackson     | - Björk – "Human Behaviour" - Sheryl Crow – "Leaving Las Vegas" - Me'Shell NdegéOcello – "If That's Your Boyfriend (He Wasn't Last Night)"                                   | [ 11 ] |
| 1995 | "Take a Bow"                             | Madonna           | - Des'ree – "You Gotta Be" - PJ Harvey – "Down by the Water" - Annie Lennox – "No More I Love You's"                                                                         | [ 12 ] |
| 1996 | "Ironic"                                 | Alanis Morissette | - Björk – "It's Oh So Quiet" - Tracy Chapman – "Give Me One Reason" - Jewel – "Who Will Save Your Soul"                                                                      | [ 13 ] |
| 1997 | "You Were Meant for Me"                  | Jewel             | - Erykah Badu – "On & On" - Toni Braxton – "Un-Break My Heart" - Meredith Brooks – "Bitch" - Paula Cole – "Where Have All the Cowboys Gone?"                                 | [ 14 ] |
| 1998 | "Ray of Light"                           | Madonna           | - Fiona Apple – "Criminal" - Mariah Carey– "Honey" - Natalie Imbruglia – "Torn" - Shania Twain – "You're Still the One"                                                      | [ 15 ] |
| 1999 | "Doo Wop (That Thing)"                   | Lauryn Hill       | - Jennifer Lopez – "If You Had My Love" - Madonna – "Beautiful Stranger" - Britney Spears – "...Baby One More Time"                                                          | [ 16 ] |
| 2000 | "Try Again"                              | Aaliyah           | - Christina Aguilera – "What a Girl Wants" - Toni Braxton – "He Wasn't Man Enough" - Macy Gray – "I Try" - Britney Spears – "Oops!...I Did It Again"                         | [ 17 ] |
| 2001 | "Let Me Blow Ya Mind" (com Gwen Stefani) | Eve               | - Dido – "Thank You" - Missy Elliott – "Get Ur Freak On" - Janet Jackson – "All for You" - Jennifer Lopez – "Love Don't Cost a Thing" - Madonna – "Don't Tell Me"            | [ 18 ] |
| 2002 | "Get the Party Started"                  | P!nk              | - Ashanti – "Foolish" - Michelle Branch – "All You Wanted" - Shakira – "Whenever, Wherever" - Britney Spears – "I'm a Slave 4 U"                                             | [ 19 ] |
| 2003 | "Crazy in Love"                          | Beyoncé           | - Christina Aguilera – "Dirrty" (com Redman) - Missy Elliott – "Work It" - Avril Lavigne – "I'm with You" - Jennifer Lopez – "I'm Glad"                                      | [ 20 ] |
| 2004 | "Naughty Girl"                           | Beyoncé           | - Christina Aguilera – "The Voice Within" - Alicia Keys – "If I Ain't Got You" - Jessica Simpson – "With You" - Britney Spears – "Toxic"                                     | [ 21 ] |
| 2005 | "Since U Been Gone"                      | Kelly Clarkson    | - Amerie – "1 Thing" - Mariah Carey – "We Belong Together" - Shakira – "La Tortura" (com Alejandro Sanz) - Gwen Stefani – "Hollaback Girl"                                   | [ 22 ] |
| 2006 | "Because of You"                         | Kelly Clarkson    | - Christina Aguilera – "Ain't No Other Man" - Nelly Furtado – "Promiscuous" (com Timbaland) - Madonna – "Hung Up" - Shakira – "Hips Don't Lie" (com Wyclef Jean)             | [ 23 ] |
| 2007 |                                          | Fergie            | - Beyoncé - Nelly Furtado - Rihanna - Amy Winehouse | [ 24 ] |
| 2008 | "Piece of Me"                            | Britney Spears    | - Mariah Carey – "Touch My Body" - Katy Perry – "I Kissed a Girl" - Rihanna – "Take a Bow" - Jordin Sparks – "No Air" (com Chris Brown)                                      | [ 25 ] |
| 2009 | "You Belong with Me"                     | Taylor Swift      | - Beyoncé – "Single Ladies (Put a Ring on It)" - Kelly Clarkson – "My Life Would Suck Without You" - Lady Gaga – "Poker Face" - Katy Perry – "Hot n Cold" - P!nk – "So What" | [ 26 ] |
| 2010 | "Bad Romance"                            | Lady Gaga         | - Beyoncé – "Video Phone" (com Lady Gaga) - Ke$ha – "TiK ToK" - Katy Perry – "California Gurls" (com Snoop Dogg) - Taylor Swift – "Fifteen"                                  | [ 27 ] |
| 2011 | "Born This Way"                          | Lady Gaga         | - Adele – "Rolling in the Deep" - Beyoncé – "Run the World (Girls)" - Nicki Minaj – "Super Bass" - Katy Perry – "Firework"                                                   | [ 28 ] |
| 2012 | "Starships"                              | Nicki Minaj       | - Beyoncé – "Love on Top" - Selena Gomez & the Scene – "Love You Like a Love Song" - Katy Perry – "Part of Me" - Rihanna – "We Found Love" (com Calvin Harris)               | [ 29 ] |
| 2013 | "I Knew You Were Trouble"                | Taylor Swift      | - Miley Cyrus – "We Can't Stop" - Demi Lovato – "Heart Attack" - P!nk – "Just Give Me a Reason" (com Nate Ruess - Rihanna – "Stay" (com Mikky Ekko)                          | [ 30 ] |
| 2014 | "Dark Horse" (com Juicy J)               | Katy Perry        | - Iggy Azalea (com Charli XCX) – "Fancy" - Beyoncé – "Partition" - Ariana Grande (com Iggy Azalea) – "Problem" - Lorde – "Royals"                                            | [ 31 ] |
| 2015 | "Blank Space"                            | Taylor Swift      | - Beyoncé – "7/11" - Ellie Goulding – "Love Me like You Do" - Nicki Minaj – "Anaconda" - Sia – "Elastic Heart"                                                               | [ 32 ] |
| 2016 | "Hold Up"                                | Beyoncé           | - Adele – "Hello" - Ariana Grande – "Into You" - Rihanna – "Work" (com Drake) - Sia – "Cheap Thrills"                                                                        | [ 33 ] |